# Championnats du monde de tir à l'arc 2003
Navigation
Édition précédente Édition suivante
Les championnats du monde de tir à l'arc 2003 sont une compétition sportive de tir à l'arc organisée en 2003 à New York, aux États-Unis. Il s'agit de la 42e édition des championnats du monde de tir à l'arc.

## Résultats

### Classique
| Event            | Or                                                      | Argent                                                  | Bronze                                                        |
| ---------------- | ------------------------------------------------------- | ------------------------------------------------------- | ------------------------------------------------------------- |
| Individuel homme | Michele Frangilli Italie                                | Im Dong-Hyun Corée du Sud                               | David Barnes Australie                                        |
| Par équipe homme | Corée du Sud Jang Yong-Ho Choi Young-Kwang Im Dong-Hyun | Suède Magnus Petersson Mattias Eriksson Mikael Larsson  | Italie Marco Galiazzo Michele Frangilli Ilario di Buo         |
| Individuel femme | Yun Mi-Jin Corée du Sud                                 | Park Sung-Hyun Corée du Sud                             | Lee Hyun-Jeong Corée du Sud                                   |
| Par équipe femme | Corée du Sud Park Sung-Hyun Yun Mi-Jin Lee Hyun-Jeong   | Japon Sayami Matsushita Sayoko Kawauchi Yukari Kawasaki | Ukraine Nataliya Burdeyna Yulia Lobzhenidze Tetyana Dorokhova |

### Arc à poulie
| Event            | Or                                                   | Argent                                                    | Bronze                                                   |
| ---------------- | ---------------------------------------------------- | --------------------------------------------------------- | -------------------------------------------------------- |
| Individuel homme | Clint Freeman Australie                              | Dave Cousins États-Unis                                   | Braden Gellenthien États-Unis                            |
| Par équipe homme | États-Unis Dave Cousins Braden Gellenthien Dee Wilde | Italie Fabio Girardi Antonio Tosco Mario Ruele            | Canada Kevin Tataryn Ed Wilson Travis Vandaele           |
| Individuel femme | Mary Zorn États-Unis                                 | Amber Dawson États-Unis                                   | Irma Luyting Pays-Bas                                    |
| Par équipe femme | États-Unis Mary Zorn Amber Dawson Aya Labrie         | France Sandrine Vandionant Cécile Jousselin Valerie Fabre | Allemagne Petra Dortmund Andrea Weihe Dorith Landesfeind |

### Tableau des médailles
| Rang | Nation       | Or | Argent | Bronze | Total |
| ---- | ------------ | -- | ------ | ------ | ----- |
| 1    | Corée du Sud | 3  | 2      | 1      | 6     |
| 1    | États-Unis   | 3  | 2      | 1      | 6     |
| 3    | Italie       | 1  | 1      | 1      | 3     |
| 4    | Australie    | 1  | -      | 1      | 2     |
| 5    | France       | -  | 1      | -      | 1     |
| 5    | Suède        | -  | 1      | -      | 1     |
| 5    | Japon        | -  | 1      | -      | 1     |
| 8    | Canada       | -  | -      | 1      | 1     |
| 8    | Allemagne    | -  | -      | 1      | 1     |
| 8    | Pays-Bas     | -  | -      | 1      | 1     |
| 8    | Ukraine      | -  | -      | 1      | 1     |